# Attacobius carranca
Attacobius carranca är en spindelart som beskrevs av Alexandre B. Bonaldo och Antonio D. Brescovit 2005. Attacobius carranca ingår i släktet Attacobius och familjen flinkspindlar. Inga underarter finns listade.